# Dalton McGuinty

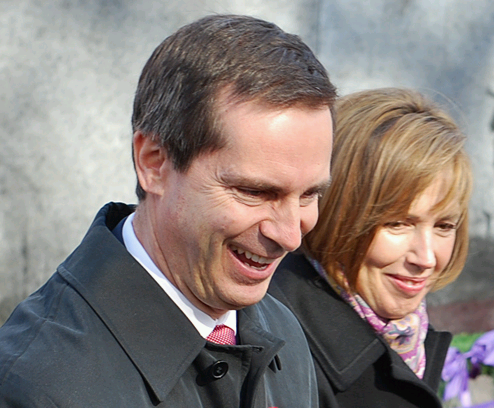
Dalton junto a su esposa Terri McGuinty

Dalton James Patrick McGuinty Jr. (nacido el 19 de julio de 1955 en Ottawa, Ontario) es un abogado y político canadiense y fue el Primer ministro de Ontario (Premier) del 23 de octubre de 2003 a 11 de febrero de 2013.

## Biografía y carrera política
Es el hijo del político y profesor Dalton McGuinty Sr. y de la enfermera Elizabeth McGuinty, McGuinty creció en una numerosa familia católica de origen irlandés con nueve hermanos. Obtuvo diploma en ciencias de la Universidad McMaster; se graduó de abogado en la Universidad de Ottawa y ejerció el derecho en Ottawa. 
McGuinty es visto como un conservador moderado. Ha afirmado que su principal objetivo es atraer más inversiones internacionales a Ontario. Su gobierno aumentó los impuestos a las personas junto con un plan para eliminar los impuestos provinciales a las empresas, con el objetivo de propulsar la inversión. 

### Premier de Ontario
En los asuntos sociales, McGuinty mantiene un punto de vista progresista. Apoya el derecho al aborto, si bien en lo personal es provida. Ha apoyado abiertamente el Matrimonio entre personas del mismo sexo en Canadá y aprobó la ley que cambia la definición de matrimonio a principios de 2005. 
McGuinty es hijo de padre anglófono y de madre francófona, está casado con Terri McGuinty, maestra de escuela primaria. La pareja tiene cuatro hijos: Carleen, Dalton, Liam y Connor. 
Es el vigésimo cuarto premier de Ontario, el segundo de religión católica. El anterior premier católico fue John Sandfield Macdonald, quien ejerció entre 1867 y 1871.
- Datos: Q568204
- Multimedia: Dalton McGuinty / Q568204